# 1988

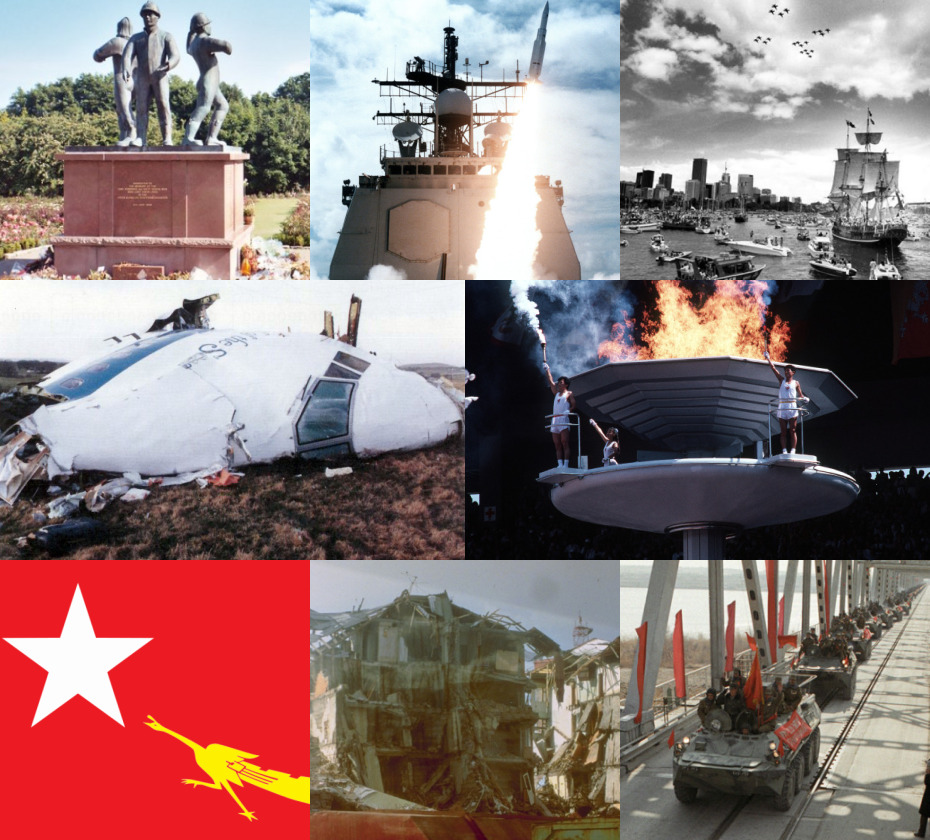
En el sentido de las agujas del reloj desde la parte superior izquierda: La plataforma petrolera Piper Alpha explota y se derrumba en el Mar del Norte, matando a 165 trabajadores; El USS Vincennes (CG-49) derriba por error el vuelo 655 de Iran Air; Australia celebra su Bicentenario el 26 de enero; Los Juegos Olímpicos de Verano de 1988 se llevan a cabo en Seúl, Corea del Sur; Las tropas soviéticas comienzan su retirada de Afganistán, que se completa al año siguiente; El terremoto de Armenia de 1988 mata entre 25.000 y 50.000 personas; El Levantamiento 8888 en Birmania, liderado por estudiantes, protesta contra el Partido del Programa Socialista de Birmania; Una bomba explota en el vuelo 103 de Pan Am, provocando que el avión se estrelle en la ciudad de Lockerbie, Escocia; el atentado mata a 270 personas.

1988 (MCMLXXXVIII) fue un año bisiesto comenzado en viernes en el calendario gregoriano. Fue el Año del Dragón en el horóscopo chino. En números romanos fue el año del siglo XX que está compuesto por más letras (11).

## Acontecimientos

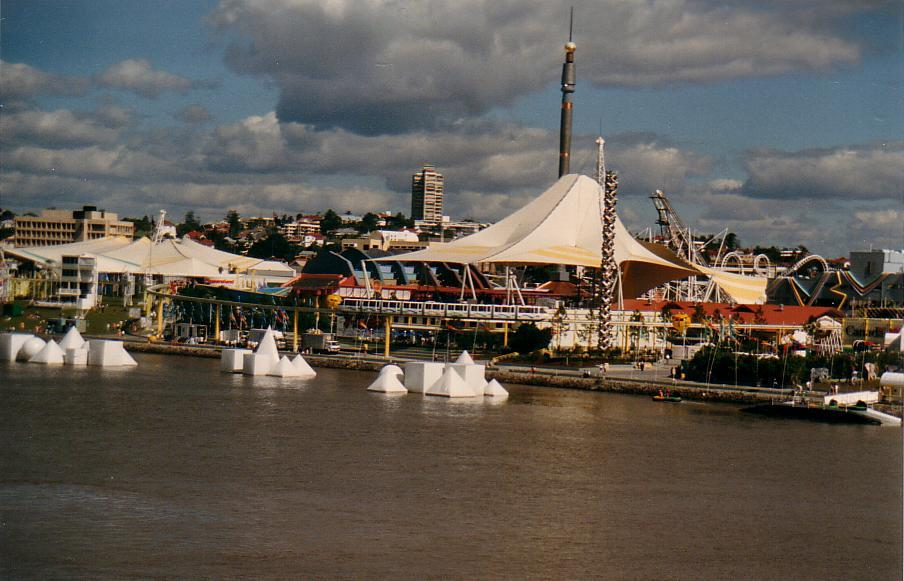
Exposición Universal de 1988 en Brisbane (Australia).

### Enero
- 2 de enero: en Uruguay, el gobierno del Julio María Sanguinetti suprime lo que quedaba de la red ferroviaria nacional para trenes de pasajeros -no de carga- como lo había anunciado el pasado 30 de diciembre (Una ínfima parte de la red reabrirá entre enero y agosto de 1993).
- 13 de enero: Atentado al Edificio Mónaco. En la ciudad de Medellín (Colombia) el Cartel de Cali bombardea el edificio Mónaco en represalia del ataque del Cartel de Medellín a las farmacias La Rebaja, en la ciudad de Cali.
- 16 de enero: en Alajuela (Costa Rica) firman un acuerdo de paz los cinco presidentes centroamericanos Vinicio Cerezo (de Guatemala), José Napoleón Duarte (de El Salvador), José Azcona del Hoyo (de Honduras), Daniel Ortega (de Nicaragua) y Óscar Arias (de Costa Rica).
- 17 de enero: en Haití se celebran elecciones generales.
- 18 de enero: España instala su primera base permanente en la Antártida.
- 18 de enero: en Colombia, miembros del Cartel de Medellín secuestran a Andrés Pastrana, candidato a la alcaldía de Bogotá.
- 22 de enero: Una serie de terremotos de 6,2 a 6,6 sacuden Australia.
- 23 de enero: en España, el PSOE decide que la cuarta parte de los dirigentes de su partido sean mujeres.
- 25 de enero: en Medellín (Colombia) es asesinado el procurador Carlos Mauro Hoyos.
- 25 de enero: en Colombia, tras una semana en cautiverio por parte del Cartel de Medellín, es liberado Andrés Pastrana, candidato a la alcaldía de Bogotá.
- 28 de enero: en Berlín Oriental muere el físico teórico, Klaus Fuchs,conocido por haber suministrado a la URSS información sobre la bomba atómica.
- 31 de enero: se realiza la primera vuelta las elecciones presidenciales en Ecuador.

### Febrero
- 4 de febrero: el Congreso de los Estados Unidos, por 219 votos contra 211, rechaza la propuesta de Ronald Reagan de conceder 26 millones de dólares a los Contras de Nicaragua (que tratan de voltear el Gobierno democrático de ese país).
- 5 de febrero: en la Unión Soviética, el Tribunal Supremo reivindica la memoria de Nikolai Bujarin y Alexei Rykov, ejecutados por orden de Stalin en 1938.
- 6 de febrero: Argentina y Brasil invitan a Uruguay a incorporarse al futuro mercado común argentino-brasileño.
- 7 de febrero: en Santo Tomé y Príncipe, el FNRSTP (el Frente Nacional de Resistencia de Santo Tomé y Príncipe) da un golpe de Estado contra el presidente Da Costa, que sería sofocado.
- 10 de febrero: la OTAN acepta el modelo propuesto por el Gobierno español para cooperar en la defensa del territorio de la Alianza.
- 13 de febrero: en el mar Negro en aguas jurisdiccionales soviéticas) se produce la colisión de barcos de guerra estadounidenses con otros soviéticos.
- 14 de febrero: Alfredo Stroessner es reelegido por última vez como presidente del Paraguay.
- 15 de febrero: en Finlandia, Mauno Koivisto es elegido presidente.
- 16 de febrero: por elección consensuada en las Cortes Españolas el Defensor del Pueblo Álvaro Gil-Robles sustituye a Joaquín Ruiz-Giménez.
- 18 de febrero: el Politburó soviético destituye a Borís Yeltsin en la pugna sostenida por la implantación de la perestroika.
- 19 de febrero: el Sistema Monetario Europeo propone el ecu (unidad de cuenta europea) como moneda común.
- 21 de febrero:
  - en Estados Unidos, el pastor Swaggart, un conocido teleevangelista, causa un escándalo en la televisión estadounidense al confesar públicamente sus «pecados» sexuales.
  - en España, Julio Anguita es nombrado secretario general del PCE.
- 23 de febrero: en Israel, Jaim Herzog es elegido presidente.
- 24 de febrero:
  - en Madrid, ETA secuestra al empresario Emiliano Revilla.
  - en Estados Unidos, la Corte Suprema revoca la condena a Larry Flynt, editor de la revista Hustler, de indemnizar a Jerry Falwell por difamación.
- 26 de febrero: en Panamá, Manuel Solís Palma se convierte en presidente, remplazando a Eric Arturo del Valle.
- 27 de febrero: el norte de España se ve afectado por unas fuertes nevadas que dejan incomunicados numerosos pueblos de Cantabria y Asturias.

### Marzo
- 1 de marzo: en Renania del Norte-Westfalia (Alemania) se inicia un experimento con metadona, que se suministra gratuitamente a los heroinómanos.
- 3 de marzo: Fernando Hiriart Balderrama, fue director de la CFE y es nombrado nuevo Secretario de Energía, Minas e Industria Paraestatal.
- 5 de marzo: en Islas Turcas y Caicos se restaura la Constitución después de haber sido revisada.
- 10 de marzo:
  - en Klosters (Austria), una avalancha golpea al grupo de esquiadores entre quienes se encuentra el príncipe Carlos de Gales; él se salva, pero mató al mayor Hugh Lindsay e hirió a otro miembro del grupo, Patti Palmer-Tomkinson.[1]
  - en Medellín (Colombia) el Cartel de Medellín hace explotar una bomba en la sede del diario El Colombiano.
- 13 de marzo: en Colombia se celebran las primeras elecciones populares de alcaldes en las Elecciones regionales de Colombia de 1988.
- 13 de marzo: en Japón se inaugura el túnel de Seikan, que une las islas de Honshu y Hokkaido.
- 14 de marzo: en Lima (Perú) se inaugura el Museo de la Nación.
- 16 de marzo: en el caso Irán-Contra, el Gobierno estadounidense acusa al teniente Oliver North y al vicealmirante John Poindexter de conspirar para engañar a los Estados Unidos.
- 17 de marzo: En Colombia, cerca de la frontera con Venezuela, se estrella un avión de Avianca que volaba de Cartagena a Cúcuta.
- 20 de marzo: en El Salvador, el partido ultraderechista ARENA (Alianza Republicana Nacionalista), encabezado por Alfredo Cristiani, vence las elecciones legislativas y municipales. Nace Cristtiam Díaz Cardiett a las 6:30am
- 23 de marzo: en Sapoá (Nicaragua) se firma un acuerdo de alto el fuego entre el Gobierno socialista y la Contra (organizada y sostenida por la CIA estadounidense), con presentación de programas para la pacificación del país.
- 27 de marzo: se celebra la cuarta edición de WrestleMania desde el Historic Atlantic City Hall en Nueva Jersey.
- 30 de marzo: en Hungría se constituye el partido Fidesz (acrónimo de Fiatal Demokraták Szövetsége que significa Unión Cívica Húngara).

### Abril
- 6 de abril: El explorador afroestadounidense Matthew Henson es llevado al Cementerio Nacional de Arlington y puesto cerca del monumento del explorador Robert Peary.
- 10 de abril: Se inaugura el Gran puente de Seto, que enlaza las islas de Honshu y Shikoku (Japón).
- 14 de abril: En el golfo Pérsico ―en el marco de la operación Earnest Will, en la guerra entre Irán e Irak― el buque de guerra estadounidense Samuel B. Roberts (FFG-58) resulta gravemente deteriorado al impactar una mina naval iraní.
- 18 de abril: La armada estadounidense ―en el marco de la operación Mantis Religiosa, en la guerra entre Irán e Irak― hunde una fragata, una cañonero y tres lanchas iraníes y bombardea dos plataformas petrolíferas iraníes como represalia por los daños sufridos cuatro días antes por el USS Samuel B. Roberts.
- 20 de abril: En la ciudad de Los Mochis (México), se registra un atraco contra una sucursal de un banco en donde por 24 horas los asaltantes tuvieron a 40 rehenes bajo su mando, el saldo final fue de 4 fallecidos, y 30 millones de pesos que se llevaron los asaltantes.
- 24 de abril: 
  - Se realiza la primera vuelta de las elecciones presidenciales en Francia.
  - Se realizan las elecciones municipales en Guatemala para 272 municipios.
- 28 de abril: El Vuelo 243 de Aloha Airlines aterriza de emergencia en el Aeropuerto de Kahului debido a una descompresión explosiva durante pleno vuelo, 64 personas resultaron heridas (7 fueron de gravedad) y solo 1 persona falleció.
- 29 de abril: Se funda Bulls Entertainment Studios una empresa de videojuegos de Canadá, empezando con un juego para la arcade y la Megadrive el Random bet y así.
- 30 de abril: En Dublín (Irlanda), la canción Ne Partez Pas Sans Moi, de la cantante canadiense Céline Dion, gana por Suiza la XXXIII Edición de Eurovisión.

### Mayo
- 8 de mayo:
  - en Francia se celebra la segunda vuelta las elecciones presidenciales.
  - en Ecuador, Rodrigo Borja es elegido nuevo presidente.
- 10 de mayo: en Dinamarca se celebran elecciones parlamentarias.
- 21 de mayo: en Argentina, Deportivo Mandiyú (de Corrientes se proclama campeón de la Primera B Nacional. Es el primer equipo del interior del país en ascender a la Primera División.
- 29 de mayo: en Guayaquil (Ecuador) se inaugura uno de los estadios más grandes del mundo, el estadio Monumental Isidro Romero Carbo y su máximo aforo ha sido de 92 000 personas en enero de 1998. El equipo dueño es el Barcelona Sporting Club.

### Junio
- 5 de junio: se realiza la primera vuelta de las elecciones legislativas en Francia.
- 10 de junio: en Alemania Federal se inaugura la Eurocopa 1988.
- 12 de junio: en Francia se celebra la segunda vuelta de las elecciones legistlativas.
- 15 de junio: se lanza el cohete Ariane 4.
- 18 de junio: en Londres, la banda británica Depeche Mode lanza 101, su primer álbum en directo.
- 18 de junio: en Belo Horizonte (Brasil), Racing Club de Argentina empata 1–1 con Cruzeiro de Brasil en el Estadio Mineirão, y se consagra campeón de la Supercopa Sudamericana 1988.
- 20 de junio: se registra un terremoto de 6,2 en Filipinas que deja 2 muertos y 4 heridos.
- 25 de junio: la selección neerlandesa es campeón de la Eurocopa 1988.
- 26 de junio: en Habsheim (Francia) se estrella el avión francés Vuelo 296 de Air France, dejando a 3 personas fallecidas y 50 personas heridas.
  - en Brasil se funda el sitio web de YouTube Space Rio
  - Héctor Lavoe hace un intento de suicidio al lanzarse por la ventana de un noveno piso en el Hotel Regency, en San Juan, Puerto Rico.

- 27 de junio: Mike Tyson derrota por knock out a Michael Spinks en combate por el título mundial de los pesos pesados.
- 30 de junio: La selección mexicana queda descalificada de los procesos clasificatorios al Mundial de 1990 dado que se descubrió que habían alineado a jugadores mayores de edad en el torneo clasificatorio al Mundial Sub-20 de 1989, no jugaría ninguno de los dos torneos ya que, aunque en un principio, sólo la selección implicada en la trampa iba a ser castigada, pero debido a desacatos de los directivos, la sanción se extendió a todas las selecciones de México.

### Julio
- 1 de julio: en Genk (Bélgica), se fusiona el KFC Winterslag y el Waterschei Thor creando el Koninklijke Racing Club Genk.
- 3 de julio: 
  - el crucero estadounidense Vincennes dispara misiles contra un avión civil iraní Airbus (Vuelo 655 de Iran Air), matando a sus 290 ocupantes. El presidente George W. Bush condecorará al responsable del crucero, y afirmará: «No me importa lo que digan los hechos: nunca me disculparé por Estados Unidos [...] La vida continúa».[2]
  - en Venezuela inicia transmisiones la empresa Televén.
  - en Cali (Colombia), se inicia las transmisiones del tercer canal regional de televisión en el suroccidente colombiano Telepacífico.
- 6 de julio: 
  - en las elecciones de México obtiene el triunfo de Carlos Salinas de Gortari.
  - en el Mar del Norte 167 personas fallecieron cuando una explosión mayor destruye la plataforma petrolífera Piper Alpha.
- 12 de julio: la Unión Europea de Asociaciones de Fútbol otorga la «Placa de la UEFA» a la Juventus Football Club en Ginebra (Suiza) en calidad de primer club en la historia del fútbol europeo en haber conquistado las tres principales competiciones confederales. El galardón fue recogido por el presidente del club italiano, Giampiero Boniperti, de manos del presidente de la confederación europea de fútbol, Jacques Georges.
- 16 de julio: Michael Jackson se presenta en el estadio WEMBLEY (LONDRES)
- 18 de julio: declaración de paz entre Irán e Irak.
- 20 de julio: 
  - en Colombia, el grupo guerrillero M-19 libera al dirigente conservador Álvaro Gómez Hurtado.
  - es capturado por la policía de Bolivia el narcotraficante y ganadero boliviano Roberto Suárez Gómez.
- 31 de julio: en Jordania, el rey Hussein renuncia al territorio de Cisjordania, ocupado por Israel desde 1967, para favorecer la creación de un estado palestino independiente.

### Agosto
- 2 de agosto: en Washington (Estados Unidos), el vicepresidente George H. W. Bush (padre) afirma en una conferencia de prensa: «No me importa lo que digan los hechos: nunca pediré disculpas por Estados Unidos», en referencia al incidente ocurrido un mes antes (3 de julio de 1988), en que el crucero estadounidense Vincennes derribó con un misil al avión civil Airbus A-300 iraní, matando a sus 290 ocupantes.[3]
- 6 de agosto: en Colombia se celebran los 450 años de la fundación de Bogotá.
  - en Birmania, un terremoto de 7,3 deja 35 muertos y 30 heridos.
- 9 de agosto: en Ciudad de México fallece el actor y comediante mexicano Ramón Valdez a los 63 años de edad
- 10 de agosto: en Quito (Ecuador), delegaciones de 70 países y de 40 organismos internacionales asisten a la toma de posesión de Rodrigo Borja.
- 11 de agosto: en Peshawar (Pakistán) se reúnen Osama bin Laden, Aymán al Zawahirí, Sayyid Imam al Sharif y Abdula Azzam para fundar la red terrorista Al Qaeda.
- 18 de agosto: en Santander, España, se inaugura el Campos de Sport de El Sardinero.
- 20 de agosto: termina la Guerra Irán-Irak. (?)
- 21 de agosto: un terremoto de 6,9 sacude la zona fronteriza entre India y Nepal, y causa más de 1.400 víctimas mortales.
- 23 de agosto: a 289 m bajo tierra, en el área de pruebas atómicas de Nevada (a unos 100 km al noroeste de la ciudad de Las Vegas), a las 10:30 a. m. (hora local), Estados Unidos detona simultáneamente sus bombas atómicas Harlingen 1 y Harlingen 2, de 2 y 20 kt. Son las bombas n.º 1079 y 1080 de las 1129 que Estados Unidos detonó entre 1945 y 1992.
- 28 de agosto: en la base estadounidense de Ramstein (Alemania), sucede un accidente aéreo durante la exhibición aérea Flugtag. Pierden la vida 67 espectadores y 3 pilotos y 346 personas resultaron heridas de diversa consideración.
- 30 de agosto: en el área de pruebas atómicas de Nevada, a las 10:00 hora local, Estados Unidos detona a 489 m bajo tierra su bomba atómica n.º 1081, Bullfrog, de 33 kt.

### Septiembre
- 1 de septiembre: inicia sus transmisiones ECO, el primer sistema informativo global de noticias en habla hispana.
- 1 de septiembre: en Canadá inicia sus transmisiones el canal YTV.
- 3 de septiembre: el papa Juan Pablo II beatifica a la joven Laura Vicuña.
- 4 de septiembre: se inaugura el Estadio San Carlos de Apoquindo.
- 9 de septiembre: queda anegada la mayor parte de Bangladés tras desbordarse el río Brahmaputra. Mueren 800 personas y quedan sin hogar 25 millones más.
- 10 de septiembre: en México, Carlos Salinas de Gortari es declarado presidente.
- 12 de septiembre: en la ciudad peruana de Pucallpa (departamento de Ucayali), la banda terrorista Sendero Luminoso asesina a ocho “cabros, prostis y fumones” frente a un grupo de periodistas, con el objetivo de intimidar a la población.[4]
- 17 de septiembre: se inauguran los Juegos Olímpicos de Seúl 1988.

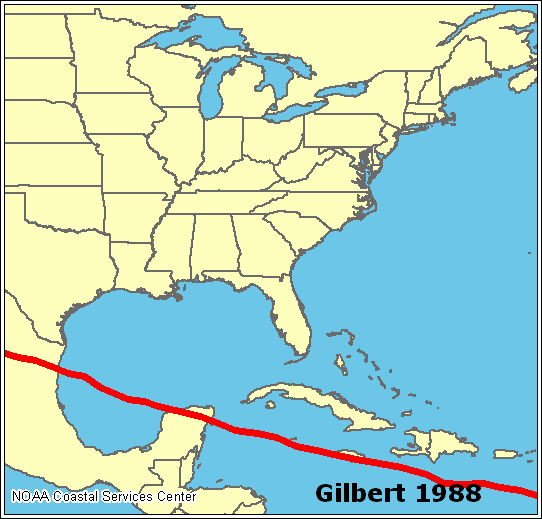
Trayectoria del huracán Gilbert.

- 17 de septiembre: en México, el huracán Gilberto origina una de las mayores catástrofes naturales en la historia de la ciudad de Monterrey.
- 17 de septiembre: en Pamplona (España) se celebra el festival de heavy metal Monsters of Rock, donde actúan Helloween, Metallica y Iron Maiden.
- 18 de septiembre: en Birmania se perpetra un golpe de Estado.
- 18 de septiembre: en Haití se perpetra un golpe de Estado.
- 18 de septiembre: en Suecia se celebran las elecciones generales.
- 27 de septiembre: en la provincia de Málaga (España), Torremolinos se segrega de Málaga y se constituye como municipio.
- 28 de septiembre: en Islandia, Steingrímur Hermansson asume el cargo de primer ministro.

### Octubre
- 1 de octubre: en la Unión Soviética, Mijaíl Gorbachov es elegido por unanimidad presidente del Presidium del Sóviet Supremo, y, en consecuencia, jefe del Estado soviético.
- 2 de octubre: se clausuran los Juegos Olímpicos de Seúl 1988.
- 5 de octubre: en Chile, Augusto Pinochet es derrotado en el plebiscito nacional de 1988 para renovar su mandato, con el 56 % de los votos en contra y un 44 % a favor.
- 8 de octubre : se inaugura la primera línea de metro de la ciudad de Valencia, la Línea 1 en España.
- 10 de octubre: en Estados Unidos, se lanza la secuela del videojuego Super Mario Bros. llamado Super Mario Bros. 2 (Super Mario USA en Japón).
- 10 de octubre: en Estados Unidos, se empieza a filmar Batman (película de 1989) en Pinewood Studios
- 17 de octubre: en México se inaugura el puente Tampico, que une los estados de Veracruz y Tamaulipas.
- 18 de octubre: procesamiento de miembros de los Grupos Antiterroristas de Liberación.
- 20 de octubre: en España, las Cortes aprueban la Ley sobre Técnicas de Reproducción Asistida, que prohíbe que las madres de alquiler cumplan tal papel en ese país.
- 26 de octubre: en el Estadio Centenario de Montevideo, Uruguay, el Club Nacional de Football se consagra campeón de la Copa Libertadores de América al derrotar 3 a 0 a Newell's Old Boys de Rosario (global 3 a 1).
- 27 de octubre: primer viaje inaugural del avión ATR 72.
- 28 de octubre: Francia autoriza la píldora abortiva conocida como antigestágeno RU 486.
- 29 de octubre: en la localidad de El Amparo de Apure, en el Municipio Páez (Venezuela) se produce la masacre de El Amparo, con el resultado de 14 pescadores asesinados.
- 30 de octubre: en el Circuito de Suzuka (Japón) el piloto brasileño Ayrton Senna se convierte en el campeón del Campeonato Mundial de la Fórmula 1.

### Noviembre
- 3 de noviembre: Naguib Mahfuz recibe el Premio Nobel de Literatura de 1988.
- 6 de noviembre: dos terremotos de 7,7 y 6,4 en Yunnan, al sudoeste de China, causan 939 muertos, 7.700 heridos y cuantiosas pérdidas materiales.
- 6 de noviembre: en Francia se realiza un referéndum sobre los acuerdos de Matignon.
- 6 de noviembre: en Reino Unido, el exbeatle Ringo Starr (48) entra en un centro de rehabilitación para el alcohol.
- 8 de noviembre: en Estados Unidos, El vicepresidente republicano George H. W. Bush es elegido nuevo presidente al vencer al demócrata Michael Dukakis por una aplastante mayoría de 426 votos electorales frente a 111 de los Demócratas.George H. W. Bush ganas las elecciones presidenciales.

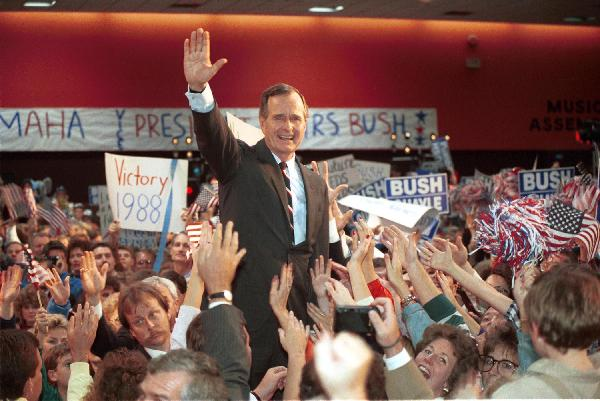
George H. W. Bush ganas las elecciones presidenciales.

- 8 de noviembre: en Puerto Rico, Rafael Hernández Colón es reelecto gobernador. Este sería su último término. Obtiene 871, 858 votos frente 820,342 de Baltasar Corrada del Río.
- 9 de noviembre: en dos túneles separados a 289 metros bajo tierra, en las áreas U3lk y U6i del Sitio de pruebas atómicas de Nevada, a las 12:15 (hora local), Estados Unidos detona simultáneamente sus bombas atómicas n.º 1083 y 1084, Monahans 1 y 2, de menos de 20 kt respectivamente.
- 19 de noviembre: Fallece a los 37 años en Tortuguitas Buenos Aires (Argentina) Christina Onassis Livanos, hija del magnate multimillonario griego Aristóteles Onassis a causa de un edema pulmonar, su cuerpo fue encontrado por su gobernanta en la bañera de una mansión del Tortugas Country Club, en Buenos Aires.
- 19 de noviembre: En Buenos Aires (Argentina) se celebra la XVII Edición del Festival OTI. El tema del país anfitrión "Todavía eres mi mujer" del solista Guillermo Guido es el vencedor.
- 20 de noviembre: en Madrid (España), el dibujante Antonio Mingote toma posesión del sillón R de la Real Academia Española.
- 21 de noviembre: en Canadá se celebran elecciones federales.
- 25 de noviembre: La provincia canadiense de Quebec es sacudida por un terremoto de 5,9, siendo sentido por millones de personas y dañando muchos edificios.

### Diciembre
- 1 de diciembre: en México, Carlos Salinas de Gortari toma posesión como presidente.
- 2 de diciembre: un ciclón en Bangladés mata a varios miles de personas y deja a 5 millones sin hogar.
- 4 de diciembre: en Venezuela, Carlos Andrés Pérez gana las elecciones por segunda vez.
- 7 de diciembre: en Armenia, un terremoto de 6,8 mata entre 25.000 y 50.000 personas, hiere a 130.000 y deja sin casa a 400.000.
- 9 de diciembre: en España se aprueba la implantación de la anchura de vía internacional en las líneas de alta velocidad y la realización de un informe técnico para sustituir el ancho de la vía del ferrocarril español antes de 2010.
- 9 de diciembre: en el área U8n del Sitio de pruebas atómicas de Nevada (a unos 100 km al noroeste de la ciudad de Las Vegas), a las 7:15 (hora local) Estados Unidos detona sus bomba atómica Kawich Blue-4 (de menos de 20 kt, en la superficie) y Kawich White-3 (de 3 kt, en un pozo a 384 m de profundidad). Son las bombas n.º 1087 y 1088 de las 1131 que Estados Unidos detonó entre 1945 y 1992.
- 10 de diciembre: en un pozo a 400 metros bajo tierra, en el área U12n.23 del Sitio de pruebas atómicas de Nevada (a unos 100 km al noroeste de la ciudad de Las Vegas), a las 12:30 (hora local) Estados Unidos detona su bomba atómica n.º 1089: Misty Echo, de 25 kt.
- 14 de diciembre: en España, 8 millones de trabajadores (convocados por los sindicatos UGT y Comisiones Obreras) paralizan el país con una huelga general (14-D).
- 15 de diciembre: la ONU reconoce la existencia del Estado palestino.
- 20 de diciembre: en Viena (Austria), representantes de 49 países firman una convención contra el narcotráfico.
- 21 de diciembre: en Escocia, cerca de la frontera con Inglaterra, se estrella y explota un avión de Pan Am que volaba de Fráncfort a Nueva York, matando a sus 259 ocupantes (Véase Vuelo 103 de Pan Am).
- en Argentina se aprueba el alfabeto unificado del idioma mapuche.
- en Brisbane (Australia) se celebra la Exposición Universal de 1988.
- en España se crea la Comisión Nacional del Mercado de Valores.

## Deporte
- Juegos Olímpicos de Seúl 1988 (Corea del Sur).
- Juegos Olímpicos de invierno de Calgary (Canadá). Calificado como uno de los mejores de la historia.
- Tres españoles coronan el Everest el 15 de octubre.

### Fútbol
- Eurocopa: Países Bajos se proclama campeón derrotando a la Unión Soviética, por 2:0. La sede fue la República Federal Alemana, que consiguió el tercer puesto junto a Italia. Marco van Basten fue el goleador con 5 tantos.
- Fútbol en los JJ. OO. de Seúl: la Unión Soviética ganó la medalla de oro, seguida de Brasil (Plata) y Alemania Federal (Bronce).
- Copa Asiática: Arabia Saudí ganó en penales a Corea del Sur (4:3), en Catar.
- Copa Africana de Naciones: Camerún derrotó por la cuenta mínima a Nigeria, en el campeonato desarrollado en Marruecos.

- Liga de Campeones de la UEFA: PSV Eindhoven le ganó en definición por penales al Benfica (6:5).
- Copa Libertadores de América: Nacional de Montevideo derrotó a Newell's Old Boys de Argentina.
- Copa Intercontinental: Nacional de Montevideo derrotó a PSV Eindhoven, por medio de penales (7:6).
- Copa de la UEFA: Bayer Leverkusen ganó en la tanda de penaltis al Español de Barcelona después de empatar 3:3 en el global de la eliminatoria a doble partido.
- Supercopa de Europa: KV Mechelen por 3:1 a PSV Endhoven.
- Recopa de Europa: KV Mechelen 1:0 a Ajax de Ámsterdam.
- Supercopa Sudamericana: Racing Club de Avellaneda se coronó campeón por delante del Cruzeiro de Brasil.

Campeones por países en Europa:
- España: Real Madrid
- Italia: Football Club Internazionale Milano
- Inglaterra: Liverpool
- Alemania: Werder Bremen
- Francia: AS Monaco
- Países Bajos: PSV Eindhoven
- Portugal: Porto
- Unión Soviética: Dnipro Dnipropetrovsk
- Escocia: Celtic
- Yugoslavia: Crvena Zvezda
- Rumania: Steaua Bucuresti
- República Checa: Sparta Praga
- Bélgica: Brugge
- Suecia: Malmö FF
- Noruega: Rosenborg

Campeones por países en Latinoamérica:
- Brasil: Esporte Clube Bahia, Bahía
- Argentina: Newell's Old Boys
- Uruguay: Danubio
- Ecuador: Emelec
- Bolivia: Bolívar
- Chile: Cobreloa
- *Fútbol Profesional Colombiano: Millonarios (13.ª vez).
- Paraguay: Olimpia
- Perú: Sporting Cristal
- México: América
- Costa Rica: Saprissa
- Venezuela: CS Marítimo
- Surinam: Robinhood
- Guayana Francesa: Le Geldar

Premios:
| Premio                             | Ganador                | Nacionalidad                | Club/Selección     | Liga      |
| ---------------------------------- | ---------------------- | --------------------------- | ------------------ | --------- |
| Balón de Oro                       | Marco Van Basten       | Bandera de los Países Bajos | AC Milan           | Italia    |
| Rey de América                     | Rubén Paz              | Bandera de Uruguay          | Racing Club        | Argentina |
| Pichichi                           | Hugo Sánchez           | Bandera de México           | Real Madrid        | España    |
| Once de Oro                        | Marco Van Basten       | Bandera de los Países Bajos | AC Milan           | Italia    |
| Trofeo Bravo                       | Eli Ohana              | Bandera de Israel           | KV Mechelen        | Bélgica   |
| Trofeo Zamora                      | Paco Buyo              | Bandera de España           | Real Madrid        | España    |
| Mejor Jugador Del Mundo            | Marco Van Basten       | Bandera de los Países Bajos | AC Milan           | Italia    |
| Mejor Entrenador Del Mundo         | Rinus Michels          | Bandera de los Países Bajos | Países Bajos       |           |
| Mejor Equipo Del Mundo             | Países Bajos           | Bandera de los Países Bajos |                    |           |
| Futbolista Español de "La Liga"    | Juan Antonio Larrañaga | Bandera de España           | Real Sociedad      |           |
| Futbolista Extranjero de "La Liga" | Alemão                 | Bandera de Brasil           | Atlético de Madrid |           |
| Futbolista Revelación de "La Liga" | Sebastián Losada       | Bandera de España           | RCD Español        |           |
| Entrenador de "La Liga"            | Leo Beenhakker         | Bandera de los Países Bajos | Real Madrid        |           |
| DT Sudamericano del Año            | Roberto Fleitas        | Bandera de Uruguay          | Nacional           | Uruguay   |

### Motor
- París-Dakar: en coches, gana el finlandés Juha Kankkunen (Peugeot), y en motos, el italiano Edi Orioli (Honda). Perdieron la vida seis personas entre participantes y espectadores.

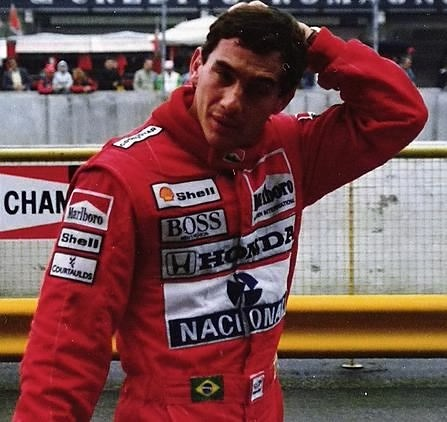
Ayrton Senna, campeón de Fórmula 1 en 1988.

- Fórmula 1: Ayrton Senna se consagra campeón del mundo.
- WRC: Massimo Biasion gana el título a bordo de un Lancia Delta Integrale
- NASCAR: Bill Elliott gana el título a bordo de un Ford Thunderbird
- CART: Danny Sullivan gana el título a bordo de un Penske-Chevrolet
- 500 Millas de Indianápolis: Rick Mears gana la competencia
- Mundial de motociclismo en 500 cc.: el estadounidense Eddie Lawson se proclama campeón con Yamaha.
- Mundial de motociclismo en 250 cc.: el español Sito Pons se proclama campeón con Honda.
- Turismo Carretera: Oscar Castellano gana su segundo campeonato a bordo de una Dodge GTX
- Turismo Competición 2000: Juan María Traverso gana su segundo campeonato  a bordo de una Renault Fuego

### Baloncesto
- Liga ACB (España): el FC Barcelona se proclama campeón.
- El FC Barcelona se proclama campeón de la Copa del Rey de Baloncesto (España).
- El FC Barcelona se proclama campeón de la Copa Príncipe de Asturias de baloncesto (España).
- NBA: Los Angeles Lakers se proclaman campeones.

### Ciclismo
- Tour de Francia:Pedro Delgado lo gana, tras haber terminado segundo en 1987.
- Giro de Italia: lo gana el ciclista estadounidense Andrew Hampsten.
- Vuelta ciclista a España: el ciclista irlandés Sean Kelly lo gana.

### Tenis
- Steffi Graf ganó el Abierto de los Estados Unidos con solo 19 años. Además ganó Roland Garros, el Abierto de Australia, Wimbledon y los Juegos Olímpicos, consiguiendo así un Golden Slam.
- Mats Wilander ganó el torneo de tenis de Roland Garros, el Abierto de Australia y el Abierto de los Estados Unidos.
- Stefan Edberg se coronó campeón de Wimbledon al vencer al alemán Boris Becker.
- Boris Becker ganó la Copa Masters tras vencer a Ivan Lendl por 5-7, 7-6, 3-6, 6-2, 7-6.
- La República Federal Alemana se coronó campeona de la Copa Davis al vencer por un marcador de 5-0 a Yugoslavia.

- Abierto de Australia: Hombres: Mats Wilander a Pat Cash. Mujeres: Steffi Graf a Chris Evert-Lloyd.
- Roland Garros: Hombres: Mats Wilander a Henri Leconte. Mujeres: Steffi Graf a Natasha Zvereva.
- Wimbledon: Hombres: Stefan Edberg a Boris Becker. Mujeres: Steffi Graf a Martina Navratilova.
- US Open: Hombres: Mats Wilander a Ivan Lendl. Mujeres: Steffi Graf a Gabriela Sabatini.

### Rugby
- Campeonato central de rugby chileno: Universidad Católica campeón.

## Ciencia y tecnología

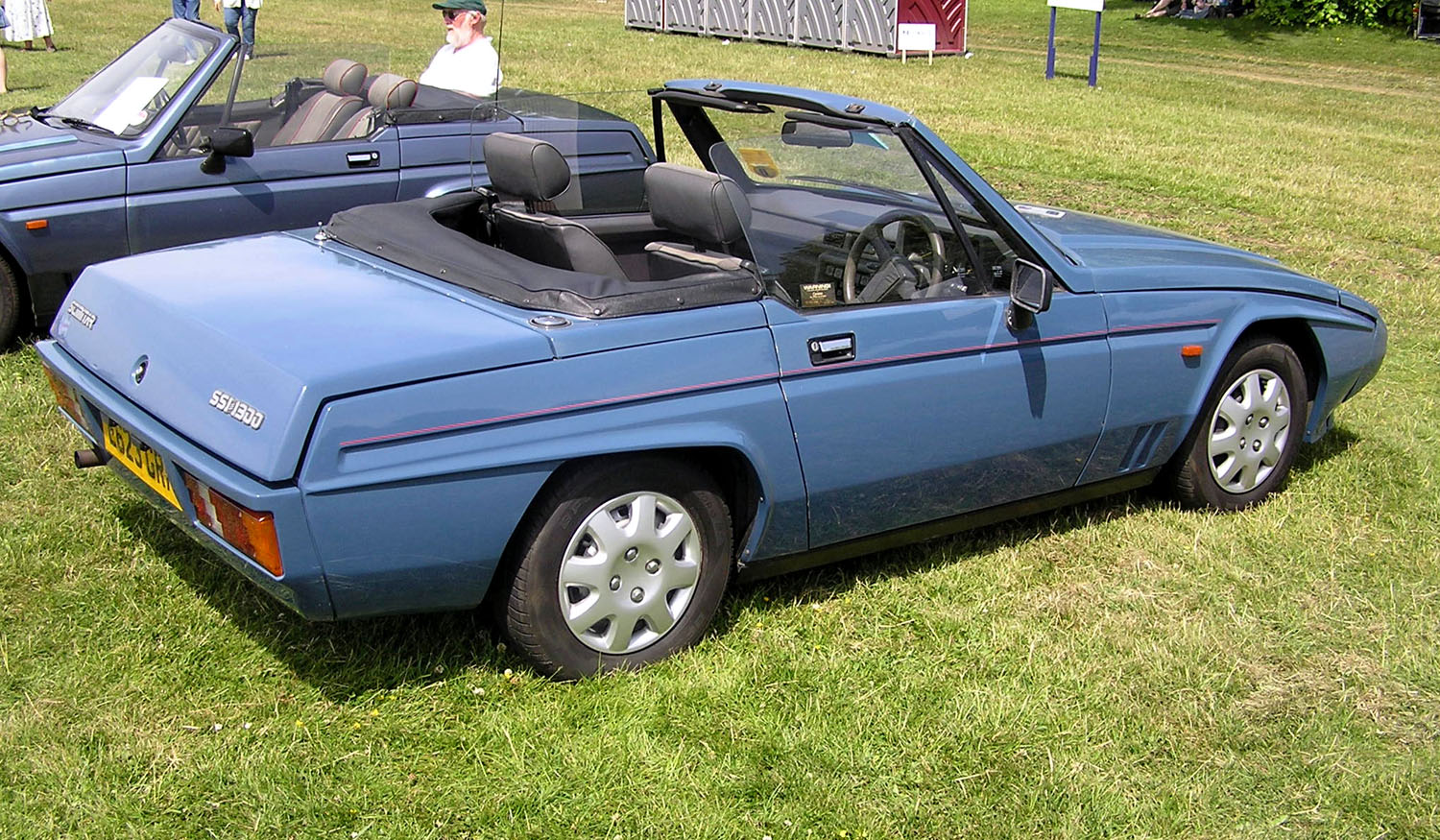
Coches descapotables de 1988.

- 9 de enero: científicos del Instituto Whitehead, de Boston, logran aislar el gen responsable del sexo humano (TDF), localizado en el cromosoma Y, que está presente solo en los hombres.
- 7 de julio: lanzamiento de la misión Phobos 1 a Marte.
- 12 de julio: lanzamiento de la misión Phobos 2 a Marte.
- 3 de octubre: en los Estados Unidos, aterrizaje perfecto del transbordador espacial Discovery, culminando con éxito la primera misión de la NASA desde el fatal accidente del Challenger en 1986.
- 23 de octubre: Nintendo lanza el exitoso juego Super Mario Bros. 3 para la NES.
- 15 de noviembre: en la Unión Soviética, primer y único vuelo del transbordador Burán, el cual dio dos vueltas a la Tierra y aterrizó en Baikonur en régimen automático
- 17 de diciembre: Sale a la venta Final Fantasy II de Squaresoft
- 24 de diciembre: Capcom lanza Mega Man 2.
- Andrew Tannenbaum saca a la luz el sistema operativo Minix.
- Fundación de la ASI (Agencia Espacial Italiana).
- Establecimiento de la Base Juan Carlos I en la Antártida.
- La Organización Mundial de la Salud empieza una campaña para erradicar la poliomielitis.
- Peter Grünberg del Jülich Research Centre y Albert Fert de la Universidad de Paris-Sud descubren la magnetorresistencia gigante en capas de cristal puro.
- Ivan Sutherland gana el Premio Turing.
- Michael Francis Atiyah gana la Medalla Copley.
- Las dos naves Phobos soviéticas se pierden antes de llegar al planeta Marte.
- Ingenieros de la Universidad de Berkeley (California) logran, mediante el empleo de técnicas muy similares a las utilizadas para la fabricación de chips de silicio, la construcción de motores de diminutas dimensiones.
- Investigadores adscritos a la Universidad de Cambridge han logrado desarrollar los primeros transistores basados en el empleo de compuestos orgánicos.
- En el centro de investigaciones nucleares de Karlsruhe (RFA) se desarrolla una nueva técnica de almacenamiento de desechos radioactivos basada en la mezcla de dichos residuos con hormigón.
- Se presenta a la prensa el bombardero estratégico soviético apto para eludir la detección por radar, bautizado con el nombre de Black Jack, cuya larga fase de desarrollo se ha mantenido en secreto.
- Se inaugura en Japón el túnel submarino más largo del mundo, entre las islas de Honshū y la de Hokkaidō.
- Se inician en Europa los trabajos de instalación de la Red Digital de Servicios Integrados (RDSI), una red de telecomunicaciones que puede emplearse para la transmisión de todo tipo de información digitalizada.
- Se inaugura la fibra óptica, el sistema más moderno de transmisión por cable, hecho de finísimos hilos de cristal que guían la luz y permiten comunicar la información casi sin distorsiones.
- En Culgoora (Australia), se inaugura un grupo de 6 antenas de 22 metros de diámetro que se pueden desplazar en dirección este-oeste gracias a un sistema de raíles.

## Arte y literatura

### Arquitectura
- El Túnel Seikan de Japón.
- Scotia Plaza de Toronto, Ontario, Canadá.
- La Torre BankWest de Perth, Australia Occidental, Australia.
- El Wells Fargo Center sw Mineápolis, Minesota, Estados Unidos.
- La Torre Pitampura TV de Nueva Delhi, India.
- La Torre Washington Mutual de Seattle, Washington, Estados Unidos.
- Central Plaza 1 de Brisbane, Queensland, Australia.
- One Kansas City Place de Kansas City, Misuri, Estados Unidos.

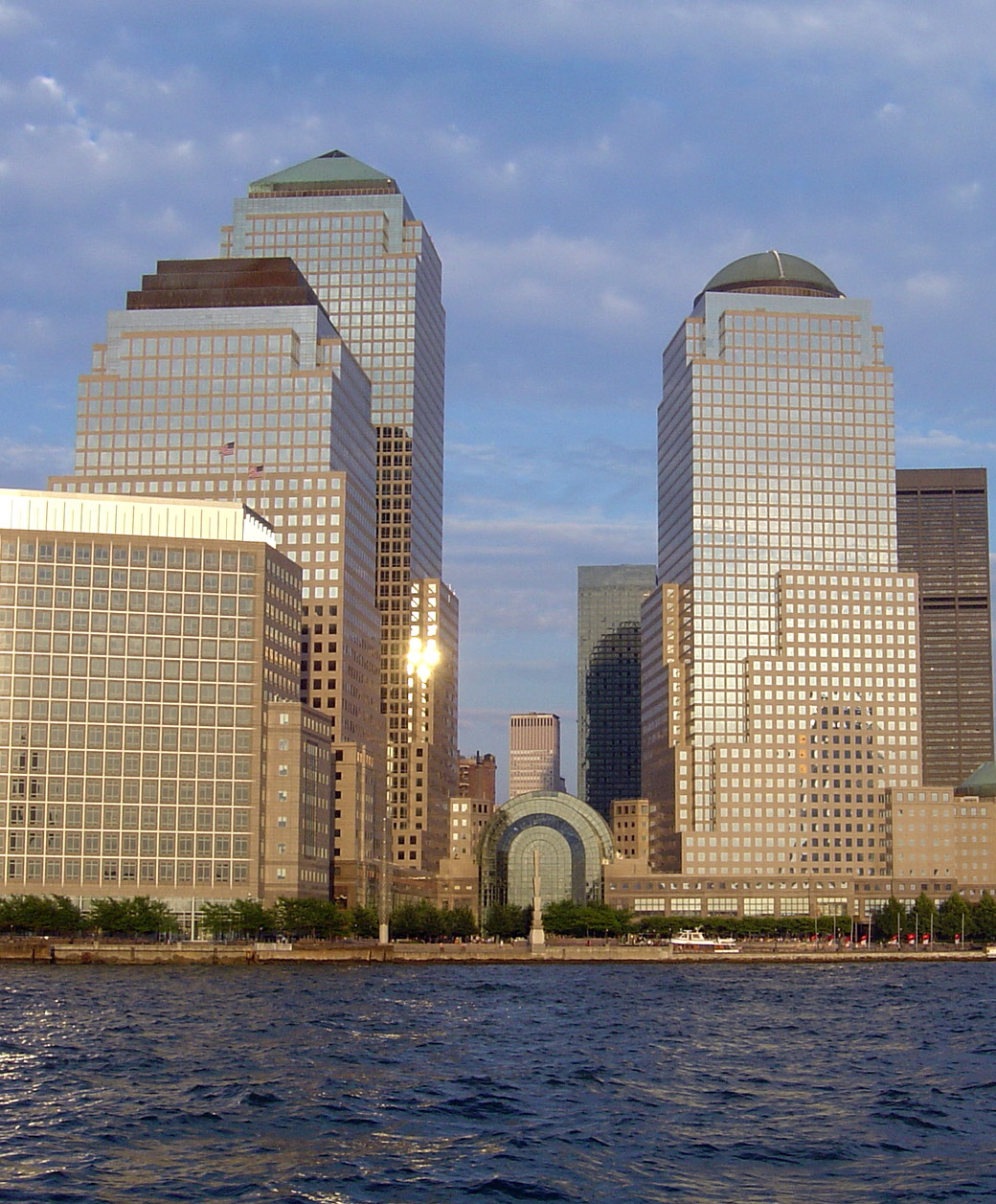
Rascacielos del World Financial Center, frente al World Trade Center de Nueva York.

- World Financial Center de Nueva York, Nueva York, Estados Unidos.
- La Torre Picasso de Madrid, España.

### Ensayos y obras filosóficas
- El escritor y el cine y Mi cuarto a espadas, de Francisco Ayala.

### Escultura
- Monumento a la paz (Zaragoza), de Francisca Bella Martín-Cano Abreu.

### Publicaciones literarias
- Canciones para Altair, de Rafael Alberti.
- Cristo versus Arizona, de Camilo José Cela.
- Ejercicio sobre Rilke, de Antonio Martínez Sarrión.
- El alquimista, de Paulo Coelho.
- El jardín de las malicias, de Francisco Ayala.
- El maestro de esgrima, de Arturo Pérez-Reverte.
- El péndulo de Foucault (Il pendolo di Foucault), de Umberto Eco.
- Elphistone, de Blanca Andreu.
- Jardín de Orfeo, de Antonio Colinas.
- La última mudanza de Felipe Carillo, de Alfredo Bryce Echenique.
- Memoria del silencio, de Luis Ernesto Luna Suárez, poeta perteneciente a Los Papelípolas.
- Versos satánicos, de Salman Rushdie.

### Teatro

#### Estrenos
- Motor, de Álvaro del Amo.
- Ópera, de Sergi Belbel.

## Cine
- No matarás de Krzysztof Kieslowski.
- Un pez llamado Wanda reúne a varios miembros del elenco original de Monty Python.
- Arde Mississippi de Alan Parker expone problemas raciales en este sector de Estados Unidos.
- Rain Man de Barry Levinson conmueve por la actuación de Dustin Hoffman y gana el Óscar a la mejor película.

- Rambo III
- Moonwalker
- Laura, un gran amor
- Cocodrilo Dundee II
- El último emperador
- Akira
- Decálogo de Krzysztof Kieslowski.

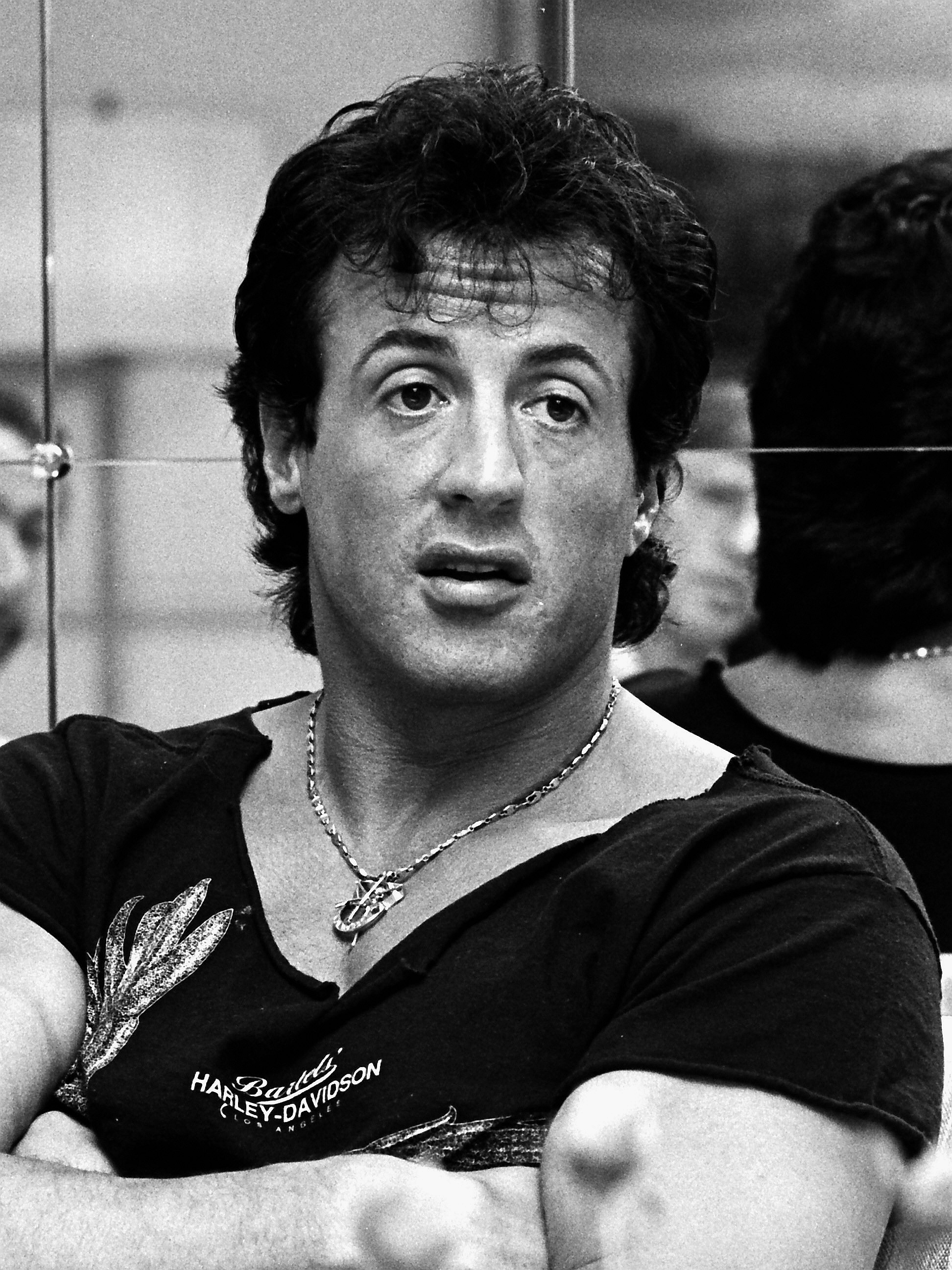
Sylvester Stallone, actor en Rambo III.

- Jóvenes ardientes (Fresh Horses), de David Anspaugh.
- Mujeres al borde de un ataque de nervios, de Pedro Almodóvar.
- Onassis, the richest man in the world, de Waris Hussein.
- Otra mujer (Another woman), de Woody Allen.
- Pasión de hombre , de José Antonio de la Loma.
- Presidio (Prison), de Renny Harlin.
- Sorgo rojo (Hong Gaoliang), de Zhang Yimou.
- Willow, de Ron Howard.
- ¿Quién engañó a Roger Rabbit? (Who framed Roger Rabbit), de Robert Zemeckis.
- Beetlejuice, de Tim Burton.
- Child's Play de Don Mancini
- Hairspray, de John Waters.
- Poltergeist III, de Gary Sherman
- Halloween 4: The Return of Michael Myers, de Dwight H. Little

#### Gala de los Óscar de 1988
- Óscar a la mejor película: Rain Man.
- Óscar al mejor director: Barry Levinson, por Rain Man.

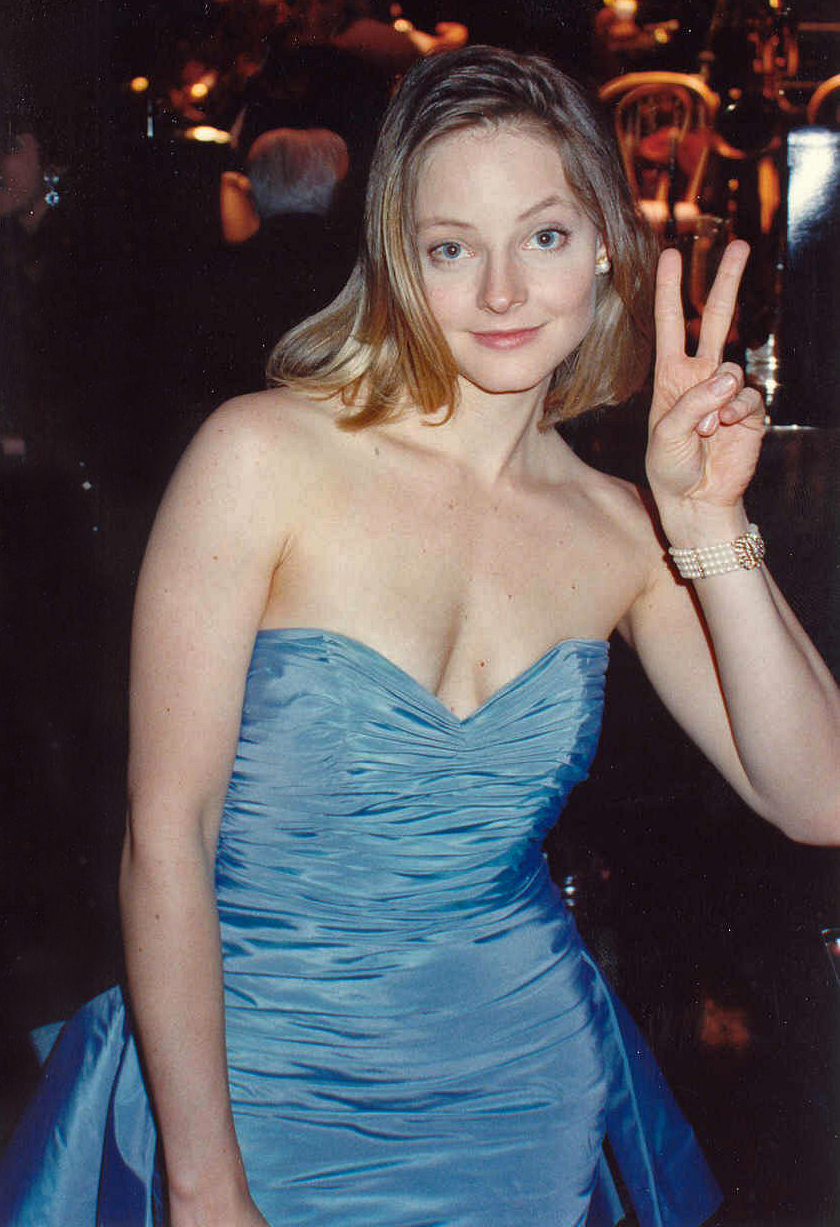
Jodie Foster, actriz ganadora del Óscar a la mejor actriz en 1988.

- Óscar a la mejor actriz: Jodie Foster, por Acusados.
- Óscar al mejor actor: Dustin Hoffman, por Rain Man.

#### III edición de los Premios Goya
- Mejor película: Mujeres al borde de un ataque de nervios.
- Mejor director: Gonzalo Suárez (por Remando al viento).
- Mejor actriz: Carmen Maura (por Mujeres al borde de un ataque de nervios).
- Mejor actor: Fernando Rey (por Diario de invierno).

## Música

### Festivales
- El 30 de abril se realizó el Festival de Eurovisión en Dublin Society,  Irlanda.
  - Ganador: «Ne partez pas sans moi» de Celine Dion, representando a Suiza .
- El 19 de noviembre se realizó el Festival de la Canción Iberoamericana en Teatro Nacional Cervantes, Buenos Aires,  Argentina.
  - Ganador: «Todavía eres mi mujer», de Guillermo Guido representando a Argentina .

### Noticias
- Miguel Abuelo, cantante de la banda argentina de rock y pop Los Abuelos de la Nada y pionero del rock argentino, muere víctima del VIH/sida.
- Andy Gibb, cantante de disco pop, ídolo juvenil y el más joven de los hermanos Gibb (los Bee Gees), fallece el 10 de marzo a causa de una inflamación cardíaca aguda provocada por sus problemas con la cocaína.
- Bobby McFerrin llega al número de las listas del Billboard por su canción a capela «Don't Worry, Be Happy» que le hizo ganar un Grammy.
- Tracy Chapman obtiene el Grammy en la categoría Mejor Interpretación Vocal Pop Femenina por su canción Fast Car, incluida en su debut epónimo.
- Federico Moura, vocalista de la banda argentina de new wave Virus, muere del virus del VIH/sida.
- En Perú se forma la banda de rock alternativo Nosequién y los Nosecuántos.

### Álbumes
- a-ha: Stay on These Roads
- AC/DC: Blow Up Your Video
- Airwolf: Victory Bells
- Alberto Plaza: Blanco y negro
- Alejandra Guzmán: Bye mamá
- Alejandro Lerner: Canciones
- Ana Gabriel: Tierra de nadie (13 de septiembre)
- Andy Montañez: El eterno enamorado
- Anthrax: State of Euphoria
- Arena Hash: Arena Hash
- Attacker: The Second Coming
- The Beatles: Past Masters
- B'z: B'z (21 de septiembre)
- Bad Religion: Suffer
- Barón Rojo: ¡No Va Más!
- Barricada: Rojo
- Binomio de Oro: Internacional (29 de septiembre)
- Blind Guardian: Battalions of Fear
- Bob Dylan: Down in the Groove
- Bolt Thrower: In Battle There Is No Law
- Bon Jovi: New Jersey
- Brocas Helm: Black Death
- Bronco: Un golpe más
- Caifanes: Caifanes (disco debut, también llamado Volumen 1).
- Carlos Mata: Enamorado de ti
- Carcass: Reek of Putrefaction
- Celia Cruz & Ray Barretto: Ritmo en el corazón
- Chayanne: Chayanne II (1 de noviembre)
- Cheap Trick: Lap of Luxury
- Chicago: Chicago 19
- Cloven Hoof: Dominator
- Crimson Glory: Trascendence
- Danza Invisible: A tu alcance
- Death: Leprosy
- Diomedes Díaz: Ganó el folclor
- Dire Straits: Money for Nothing (recopilatorio).
- Drive: Characters In Time
- Dudó: Dudó
- Duran Duran: Big Thing
- Dyango: Cae la noche, Tango
- Erasure: The Innocents
- Eric Clapton: "Crossroads" (recopilatorio).
- El Último de la Fila: Como la cabeza al sombrero
- Enya: Watermark
- Europe: Out of This World
- Eva Ayllón: Landó de la vida y yo
- Fania All-Stars: Bamboleo
- Fito Páez: Ey!
- Flans: Alma gemela
- Franco de Vita: Al norte del sur
- Freddie Mercury: Barcelona
- Glass Tiger: Diamond Sun
- Guillermo Dávila: V
- Guns N' Roses: G N' R Lies
- Helloween: Keeper of the seven Keys Pt 2
- Helstar: A Distant Thunder
- Heretic: Breaking Point
- Héroes del Silencio: El mar no cesa
- Hombres G: Agitar antes de usar
- Iron Maiden: Seventh Son of a Seventh Son
- Isabel Pantoja: Desde Andalucía
- Jane's Addiction: Nothing's Shocking
- Jean-Michel Jarre: Revolutions
- Joaquín Sabina: El hombre del traje gris
- Joan Jett & The Blackhearts: Up Your Alley
- José José: Música Original de la película "Sabor a Mí"
- José Luis Perales: La espera
- Judas Priest: Ram it Down
- Julio Iglesias: Non Stop
- Kenny G: Silhouette
- Kiara: Kiara-Qué bello
- Kiss: Smashes, Thrashes and Hits
- Kraken: II
- Kylie Minogue: Kylie
- Las Chicas del Can: Caribe
- Liege Lord: Master Control
- Los Chiches del Vallenato: Enamorado del amor
- Los Chichos: Ojos negros
- Los Diablitos: Primera clase
- Los Tigres del Norte: 16 súper éxitos
- Los Tigres del Norte: Ídolos del pueblo
- Lucero: Lucerito
- Lucía Méndez: Mis íntimas razones
- Luis Miguel: Busca una mujer (25 de noviembre)
- Manowar: Kings of Metal
- María Jiménez: Rocíos
- Mazapán: De norte a sur
- MC Shan: Born to Be Wild (25 de octubre)
- Mecano: Descanso dominical
- Menudo: Sombras y figuras
- Megadeth: So Far, So Good... So What!
- Metallica: ...And Justice for All.
- Mijares: Uno entre mil
- Ministry: The Land of Rape and Honey
- Mylène Farmer: Ainsi soit je...
- Myriam Hernández: Myriam Hernández
- New Kids on the Block: Hangin' Tough
- NWA: Straight Outta Compton
- NOFX: "Liberation Animation"
- Ofra Haza: Shaday
- Pablo Milanés: Proposiciones
- Pablo Ruiz: Un ángel
- Pandora: Buenaventura
- Pantera: Power Metal
- Pet Shop Boys: Introspective
- Poison: Open Up and Say...Ahh!'
- Patricia Teherán: Con alma de mujer
- Public Enemy: It Takes a Nation of Millions to Hold Us Back
- Queensrÿche: Operation: Mindcrime
- Rage: Perfect Man
- Ramses: Guerreros del metal
- Rata Blanca: Rata Blanca
- Ratt: Reach for the Sky
- Realm: Endless War
- Red Hot Chili Peppers: The Abbey Road E.P.
- Ricardo Arjona: Jesús, verbo no sustantivo
- Ricardo Montaner: Ricardo Montaner 2
- Río: Dónde vamos a parar
- Riot: Thundersteel
- Rocío Dúrcal: Como tu mujer (29 de octubre)
- Rod Stewart: Out Of Order
- Rondò Veneziano: Poesia Di Venezia
- Rosendo: Jugar al gua
- Rostros Ocultos:  Abre tu corazón
- Roxette: Look Sharp!
- Running Wild: Port Royal
- Sade: Stronger Than Pride
- Sandra: Into a Secret Land
- Sasha Sokol: Diamante
- Saxon: Destiny
- Scanner: Hypertrance
- Scorpions: Savage Amusement
- Selena: Preciosa
- Siniestro Total: Me gusta cómo andas
- The Outfield: Play Deep
- Siouxsie And The Banshees: Peepshow
- Slayer: South of Heaven
- Soda Stereo: Doble vida
- Stryper: In God We Trust
- Suicidal Tendencies: How Will I Laugh Tomorrow...If I Can't Even Smile Today?
- Super Brujo: Por la madrugada
- Tatiana: Un lobo en la noche
- Testament: The New Order
- The Beach Boys editan el éxito "Kokomo"
- The Bangles: Everything (18 de octubre)
- The Ramones: Halfway to Sanity, Ramones Mania
- Timbiriche: Timbiriche VIII y IX
- Toto: The Seventh One
- Traveling Wilburys: Traveling Wilburys Vol.1
- U2: Rattle and Hum
- Van Halen: OU812
- Vangelis: Direct
- Vicious Rumours: Digital Dictator
- Vixen: Vixen
- Yanni: Chameleon Days

## Premios
- Francisco Ayala gana el Premio Nacional de las Letras Españolas.
- 6 de enero: Juan Pedro Aparicio obtiene el premio Nadal por su novela Retratos de ambigú.

### Premios Nobel
- Física: Leon M. Lederman, Melvin Schwartz y Jack Steinberger.[5]
- Química: Johann Deisenhofer, Robert Huber y Hartmut Michel.[5]
- Medicina: James W. Black, Gertrude B. Elion y George H. Hitchings.[5]
- Literatura: Naguib Mahfouz.[5]
- Paz: Cascos Azules, fuerzas de paz de las Naciones Unidas.[5]
- Economía: Maurice Allais.[5]

### Premios Príncipe de Asturias
- Artes: Jorge Oteiza
- Ciencias Sociales: Luis Díez del Corral y Luis Sánchez Agesta
- Comunicación y Humanidades: Horacio Saénz Guerrero
- Concordia: Unión Internacional para la Conservación de la Naturaleza y los Recursos Naturales y Fondo Mundial para la Naturaleza
- Cooperación Internacional: Óscar Arias Sánchez
- Deportes: Juan Antonio Samaranch
- Investigación Científica y Técnica: Manuel Cardona y Marcos Moshinsky
- Letras: Carmen Martín Gaite y José Ángel Valente

### Premio Cervantes
- María Zambrano.[6]

### Premio Pritzker

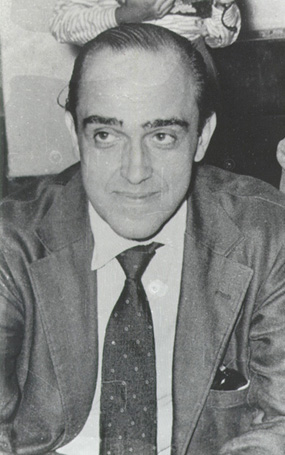
Oscar Niemeyer, ganador del Premio Pritzker en 1988.

- Oscar Niemeyer (Brasil) y Gordon Bunshaft (Estados Unidos).[7]